# Никола Гацев
Никола Гацев е български просветен деец от Македония.

## Биография
Никола Гацев е роден на 20 септември 1883 година във Воден, тогава в Османската империя. В 1902 година завършва с първия випуск търговските курсове на Солунската българска мъжка гимназия.
В 1908/1909 година преподава в Солунската българска мъжка гимназия, а в 1909 - 1912 година преподава в Солунската българска търговска гимназия.
След войните е активен деец на Съюза на македонските емигрантски организации. Делегат е от Воденското благотворително братство на Втория събор на македонските братства на 22 декември 1918 година. В 1928 и 1931 година е избран в Националния комитет на македонските братства.
Автор е на учебници.